# 陳鴻墀
陳鴻墀（1758年—？），原名治鴻，字萬甯，號範川、一号東圃，又號抱箫山道人，浙江嘉善人。

## 生平
嘉慶十年（1805年）進士，選庶吉士，散館授翰林院編修。執教於越華書院。嘉慶年間，擔任《全唐文》的總纂官，輯《全唐文紀事》120卷、《全唐文年表》4卷。著有《賜硯齋詩文集》、《抱箫山道人遺稿》2卷。